# Witrugbaardvogel
De witrugbaardvogel (Capito hypoleucus) is een vogel uit de familie Capitonidae (Amerikaanse baardvogels).

## Verspreiding en leefgebied
Deze soort is endemisch in noordwestelijk Colombia en telt drie ondersoorten:
- C. h. hypoleucus: van Bolívar tot Antioquia (noordwestelijk Colombia).
- C. h. carrikeri: Antioquia (noordwestelijk Colombia).
- C. h. extinctus: Magdalenavallei (centraal Colombia).

## Status
De grootte van de populatie wordt geschat op 1500-7000 volwassen vogels. Op de Rode lijst van de IUCN heeft deze soort de status niet bedreigd.